# Rillo
Rillo est une commune d’Espagne, dans la province de Teruel, communauté autonome d'Aragon comarque de Teruel.

## Démographie
En 2022, elle comptait 86 habitants sur une superficie de 53,51 km².